# Yazdegerd I.

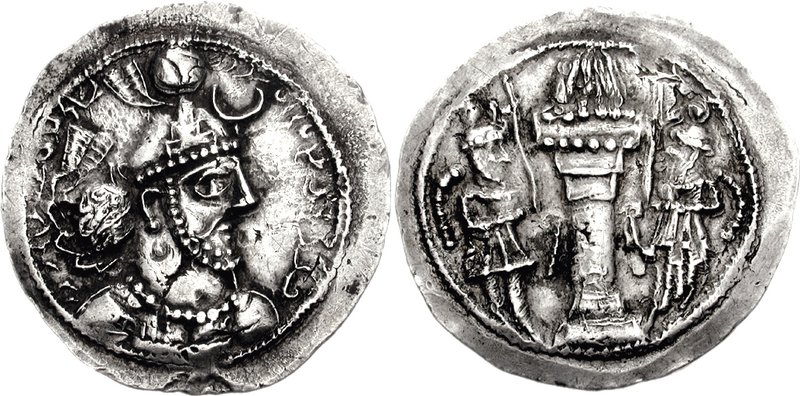
Münze des Herrschers Yazdegerd

Yazdegerd I. (persisch یزدگرد Yazdgerd [jæzdˈgʲerd], auch Yazdgird) regierte von 399 bis 420/421 und war ein persischer Großkönig aus dem Geschlecht der Sassaniden.

## Leben

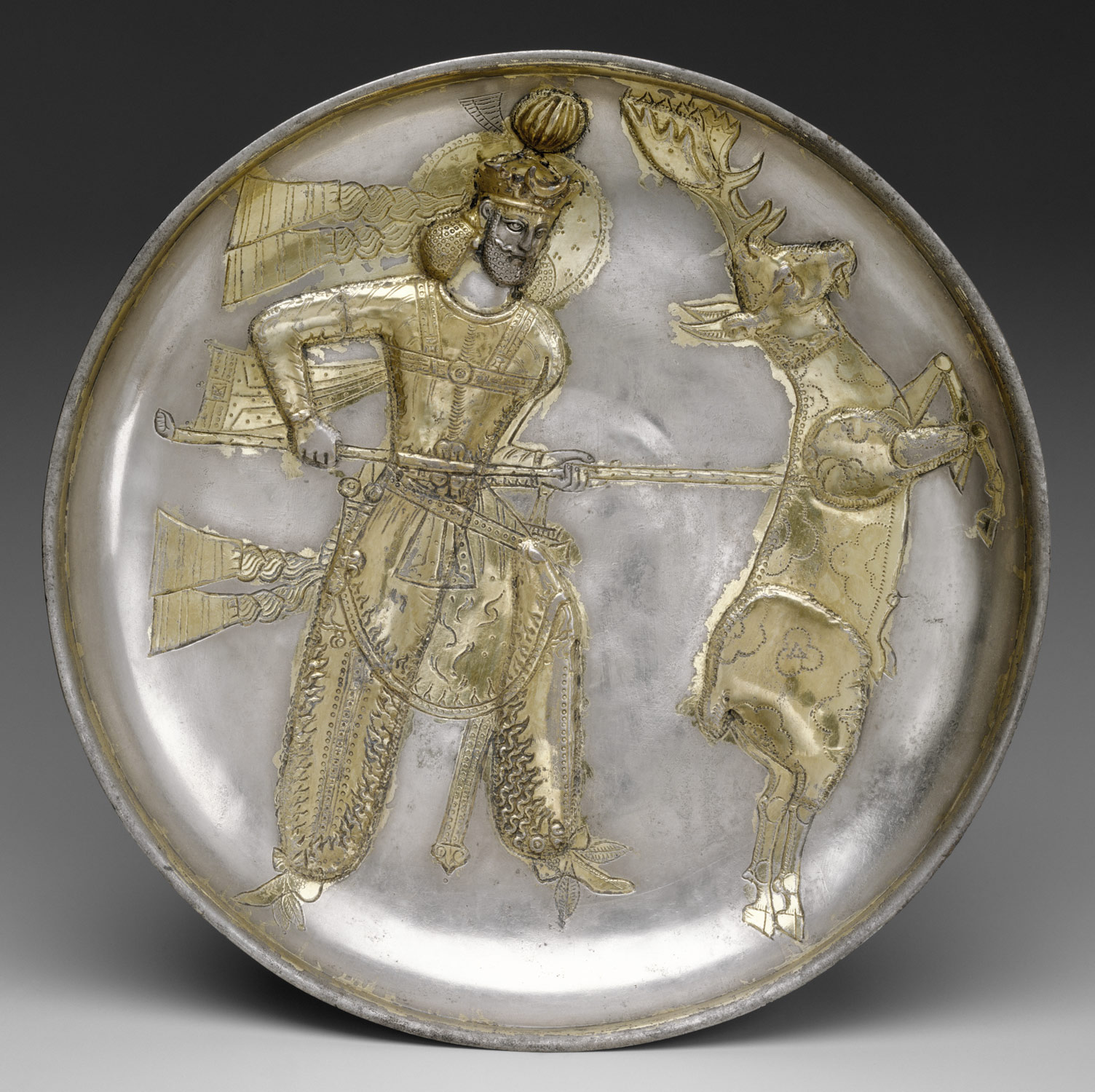
Yazdegerd I. bei der Jagd, sassanidische Silberplatte.

Yazdegerd, der in der persisch-arabischen Überlieferung den Beinamen „der Sünder“ (al-Athīm) trägt, war einer der bedeutendsten spätantiken Perserkönige. Außenpolitisch agierte der König sehr geschickt; seine Beziehungen zu den Römern waren anfangs so gut, dass manche römische Autoren (v. a. Prokopios von Caesarea) sogar die – in ihrer Historizität sehr umstrittene – Geschichte berichten, Kaiser Arcadius habe ihn 408 zum Vormund und Testamentsvollstrecker seines unmündigen Sohnes Theodosius II. gemacht, worauf der König einen Eunuchen namens Antiochus als seinen Sachwalter nach Konstantinopel geschickt habe. Die Ostgrenze gegenüber den iranischen Hunnen scheint in seiner Regierungszeit stabil gewesen zu sein.
Seinen wenig schmeichelhaften Beinamen erlangte Yazdegerd aufgrund einer toleranten Politik gegenüber den persischen Christen, denen er 410 erstmals ein reichsweites Konzil (in Seleukeia-Ktesiphon) gestattete, was den Unmut der zoroastrischen Geistlichen erregt haben muss. Auch im Hochadel dürfte sich der selbstbewusst agierende Großkönig Feinde gemacht haben, da er selbständig agierte und anscheinend ein durchsetzungsfähiger Herrscher war. In diesem Sinne schränkte er die Macht des Adels ein, weshalb er in der späteren orientalischen Überlieferung zu Unrecht verunglimpft wurde. In der römischen Überlieferung hingegen wird Yazdegerd aufgrund seiner toleranten Religionspolitik überwiegend sehr positiv dargestellt; einige westliche Autoren behaupten sogar fälschlich, er sei selbst zum Christentum konvertiert.

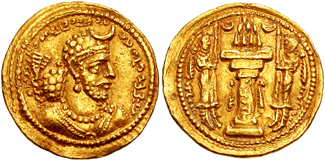
Dinar Yazdegerds I.

Gegen Ende seiner Regierung kam es dennoch zu einer Christenverfolgung. Diese war allerdings durch das Verhalten einiger Christen provoziert worden, die einen Feuertempel zerstört hatten. Als sich der zuständige Bischof weigerte, die Schäden beheben zu lassen, sah sich der Großkönig auf Drängen der zoroastrischen Priester gezwungen, gegen die Christen vorzugehen. Im Zusammenhang damit brach kurz vor dem Tod des Königs ein Krieg mit Ostrom aus, der aber ohne klaren Sieger blieb und von Yazdegerds Sohn und Nachfolger Bahram V. recht bald beendet wurde.
Yazdegerd I. starb auf rätselhafte Weise (laut Tabari wurde er von einem vom Himmel gesandten Pferd getötet); vieles spricht dafür, dass er von einer Verschwörergruppe aus Priestern und Adligen ermordet wurde, die den Vorfall dann verschleierten. Man verweigerte seinem Sohn zunächst die Krone seines Vaters und setzte einen anderen Sassaniden namens Chosrau auf den Thron, über den ansonsten nichts bekannt ist. Erst nach langen Verhandlungen und mit militärischer Unterstützung der arabischen Lachmiden konnte Bahram die Herrschaft antreten, wobei er dem Adel mehrere Zugeständnisse machen musste.
Wichtigste Quelle zu Yazdegerds Regierungszeit ist die Universalgeschichte Tabaris, der auch auf heute verlorene Quellen zugreifen konnte, dessen Bewertung allerdings durch die tendenziösen Quellen verzerrt ist. Hinzu kommen einige westliche Quellen, die vor allem zum Verhältnis mit Rom von Bedeutung sind.